# The Ultimate Fighter 4: The Comeback
The Ultimate Fighter 4: The Comeback é a quarta temporada do reality show de MMA da série The Ultimate Fighter. Teve sua estreia em 17 de agosto de 2006, imediatamente após a conclusão do UFC Fight Night 6. O final da temporada foi ao ar em 11 de novembro de 2006.
Esta versão apresentou certas alterações comparada às outras temporadas do Ultimate Fighter. Em vez de aspirantes ao UFC, o elenco era composto de lutadores que lutaram no UFC, mas ainda estavam por ganhar um título no UFC . Os vencedores nas divisões de Pesos Médios e Pesos Meio Médios ganharam uma chance de disputar o título em suas divisões e prêmios em dinheiro e patrocínio. Ao invés de técnicos, treinadores proeminentes e lutadores do UFC atuaram como consultores dos participantes. Randy Couture, Georges St. Pierre, Marc Laimon, o instrutor de luta das temporadas 1 e 2, Mark DellaGrotte, e Kenny Florian, treinador de kickboxing, foram os principais consultores. O elenco ainda vivia em reclusão em uma mansão em Las Vegas, Nevada.

## Elenco

### Treinadores
- Randy Couture, membro do Hall Of famer do UFC
- Georges St. Pierre, campeão da categoria de Pesos Meio Médio no UFC
- Mark DellaGrotte, treinador de Muay Thai/kickboxing
- Marc Laimon, treinador de Jiu-Jitsu Brasileiro
- Rich Franklin, campeão da categoria dos Pesos Médios do UFC
- Chuck Liddell, campeão da categoria dos Pesos Meio Pesados do UFC
- Matt Hughes, Campeão dos Pesos Meio Médios do UFC

### Lutadores
Equipe No Love
- Pesos Meio Médios: Travis Lutter, Charles McCarthy, Gideon Ray, Jorge Rivera
- Pesos Meio Médios: Rich Clementi, Mikey Burnett, Jeremy Jackson, Pete Spratt

Equipe Mojo
- Pesos Meio Médios: Pete Sell, Scott Smith, Patrick Côté, Edwin DeWees
- Pesos Meio Médios: Shonie Carter, Chris Lytle, Matt Serra, Din Thomas

### Outros
- Apresentador: Dana White
- Narrador: Mike Rowe

## Episódios
Episódio 1: The Comeback Begins
- Os lutadores são apresentados uns aos outros, e cada lutador escolhe uma camisa de cor diferente para decidir as equipes. Equipes essas nomeadas Mojo na camisa cinzenta e No Love em azul.
- Matt Serra começa a surgir como capitão não oficial da Equipe Mojo
- A Equipe No Love ganha o sorteio e comandam a primeira luta. Eles escolhem Rich Clementi para enfrentar Shonie Carter.
- Com ajuda de Serra como auxiliar de octógono, Carter derrota Clementi ao final de dois rounds, por decisão unânime. A Equipe Mojo ganha o controle das lutas.

Episódio 2: Blood Bath
- Dana White anuncia que lutadores eliminados não irão deixar o programa, sendo que Clementi irá continuar a viver e treinar com o elenco, sendo uma opção de substituição se outro lutador não puder continuar na disputa.
- Equipe Mojo planeja sua estratégia de confronto em uma reunião secreta fora da casa. Anotações de Shonie Carter sobre o plano são deixadas em cima do balcão e encontradas por outros membros da Equipe Mojo. Não é mostrado se membros da Equipe No Love encontraram as anotações.
- Equipe Mojo seleciona Edwin DeWees para lutar contra Gideon Ray na primeira luta de Pesos Meio Médios. Em um confronto com muito sangue, Ray rompe o supercílio de DeWees no segundo round.

Episódio 3: Passing Guard
- Os lutadores assistem UFC 60: Hughes vs. Gracie com Georges St. Pierre. Serra, que treina com Gracie, fica surpreso com a facilidade com que Matt Hughes foi capaz de derrotar Gracie, e diz que ele sempre vai ver Gracie como uma lenda no esporte. Serra fica perturbado quando o treinador de grappling Marc Laimon questiona a importância de Gracie para o esporte.
- Pensando que ele vai ser escolhido para lutar, Jeremy Jackson começa a treinar e a se preparar para uma luta que ele acredita que vai acontecer entre ele e Chris Lytle, após uma aparente admissão feita por Din Thomas em uma conversa informal.
- Para a seleção da luta de Pesos meio Médios, Equipe Mojo seleciona Pete Spratt da Equipe No Love para lutar com Chris Lytle. Na luta, Lytle derrota Spratt por finalização (guilhotina) aos 2:06 do primeiro round. A Equipe Mojo mantém o controle das lutas.

Episódio 4: The Funk
- Pete Sell e Scott Smith vêm ficam doentes com uma erupção cutânea que foi diagnosticada mais tarde como uma infecção causada por um Staphylococcus, que White insiste que foi algo que foi trazido pelos lutadores quando estes não estavam nas instalações da casa. A infecção se espalha rapidamente para cerca de metade dos residentes na casa.
- Jeremy Jackson é expulso de casa depois de sair dela sem permissão. Ele conheceu uma mulher salva-vidas quando a sua equipa teve um dia para se exercitar ao ar livre, e lhe pediu para se encontrar com ele. Ele tentou fugir da casa, mas as câmeras foram capazes de filmá-lo pulando a cerca. White chega à casa no dia seguinte e, pessoalmente, anuncia seu afastamento.
- Como seus outros lutadores de Pesos Meio Médios doentes, a Equipe Mojo escolhe Smith para lutar contra Travis Lutter. Lutter derrota Smith aos 1:13 do primeiro round por finalização (mata leão).

Episódio 5: Flip-A-Coin
- Para substituir o recém-despejado Jeremy Jackson, A equipe No Love decide jogar uma moeda para decidir qual eliminado deverá substituir Jackson.
- Shonie Carter começa a irritar os outros membros da casa, especialmente os membros da equipe No Love, com suas atividades noturnas e seus "projetos artísticos". Carter não nega que está sendo irritante.
- Com o controle dos jogos, a Equipe No Love escolhe Mikey Burnett para lutar contra Din Thomas, que ainda estava sofrendo com a infecção. Thomas, que confiava que sua infecção estava sob controle através de medicamentos, derrota Burnett por finalização com (triângulo) aos 2:30 do primeiro round.

Episódio 6: Captain Miserable
- Charles McCarthy, que geralmente possui uma atitude depressiva, ganha a ira de seus colegas de casa, que o apelidaram de "Capitão Miserável".
- A namorada de Jorge Rivera dá à luz uma menina, e Randy Couture, pessoalmente, visita a casa para mostrar vídeos do nascimento.
- Rich Franklin, antigo (e depois atual) campeão de Pesos Médios do UFC, visita Las Vegas e é um treinador da casa por uma semana. Há um pouco de desconforto que um dos pesos-médios no elenco poderia concebivelmente desafiá-lo para o título, mas o elenco é muito elogioso para com ele e sua recente vitória sobre David Loiseau.
- Equipe Mojo escolher Pete Sell para lutar com Charles McCarthy.

Episódio 7: Drop to a Knee
- Rich Franklin volta e é recebido de forma fria pelos outros lutadores.
- Matt Serra derrota Pete Spratt via finalização aos 3:26 do primeiro round.

Episódio 8: True Colors
- Shonie Carter treina com a equipe No Love por um dia, decidindo isso de forma unilateral. No processo, ele irrita os dois times.
- Patrick Cote derrota Jorge Rivera através de uma decisão por unanimidade, após duas rodadas.

Episódio 9: Semi-Final Match-Ups
- Matt Hughes, concorrente Pesos Meio Médios do UFC, chega sem aviso prévio, como instrutor convidado. Georges St. Pierre decide abandonar o treinamento por algum tempo, enquanto Hughes fica na casa, pois os dois estão marcados para uma luta por título no futuro.
- Os lutadores restantes são entrevistados por Dana White e pelos treinadores para montar as lutas da semifinal. Após as entrevistas, eles decidem que para os Pesos Meio Médios serão lutas de Din Thomas contra Chris Lytle e Shonie Carter contra Matt Serra, e os médios serão entre Edwin Dewees contra Patrick Cote e Travis Lutter contra Pete Sell.
- Na primeira semifinal de Pesos Meio Médios, Chris Lytle derrota Din Thomas por decisão unânime.

Episódio 10: Carter vs. Serra 
- Atritos ocorrem entre Matt Serra e Marc Laimon, quando eles têm uma discussão durante um treino, com Serra reclamando de Laimon por sua atitude desrespeitosa em geral, especialmente para com os Gracies, embora Laimon sconteste as afirmações.
- Jorge Rivera veste uma peruca e nariz de palhaço, e um par de sunga, e dubla a si mesmo " Phony Carter".
- Na semifinal dos Pesos Meio Médios, Matt Serra derrota Shonie Carter por decisão unânime. Ironicamente, Carter pediu Clementi para ser seu auxiliar na luta. Serra avança para as finais e enfrenta Chris Lytle .

Episódio 11: Lutter vs. Sell
- Pete Sell treina com Chuck Liddell para sua próxima luta com o Travis Lutter. Lutter, o único lutador da Equipe No Love nas meias-finais, vê-se privado de parceiros de treinamento, e pee para que o técnico Mark DellaGrotte o ajude nos treinamentos.
- O Tédio chega na casa, e os lutadores já eliminados iniciam uma guerra de comida.
- Sell e Lutter encontram-se na primeira semifinal dos pesos médios. Lutter domina a maior parte da luta, conseguindo quedas em todas as três rodadas. Lutter ganha uma decisão unânime, e avança para a final.

Episódio 12: Côté vs. Dewees
- O tédio continua e alguns membros do elenco começam a pregar peças uns aos outros, especialmente sobre Charles McCarthy, que atraiu a raiva após comer a comida dos outros lutadores.
- Mikey Burnett é informado de que vai precisar de uma cirurgia no pescoço, a fim de continuar lutando. Ele está indeciso sobre se ele quer continuar a lutar ou buscar outra coisa. Ele finalmente decide optar pela cirurgia, mas não será capaz de lutar por um ano ou mais.
- Patrick Cote luta com Edwin Dewees na luta final dos médios na temporada. Côté domina a luta inteira e vence por decisão unânime.
- Os lutadores decidem falar sobre o que querem fazer depois do show. Todos dizem que ganharam uma boa experiência no tempo na casa, à exceção de Charles McCarthy, que disse que era difícil para alguém com "profundidade do seu caráter" desfrutar de tal situação.

## Finale
- Luta de Pesos Médios:  Travis Lutter vs.  Patrick Côté

Lutter vence por finalização (armbar) aos 2:18 do segundo round. Lutter vence o TUF 4 na divisão de Pesos Médios e ganha uma disputa de titulo contra Anderson Silva no UFC 67.
- Luta de Pesos Meio Médios:  Matt Serra vs.  Chris Lytle

Serra vence por decisão dividida. Serra vence o direito de disputar um titulo contra Georges St. Pierre no UFC 69.

## Chave da categoria Meio Médio
|  | Quartas de final | Quartas de final |               |   | Semifinais | Semifinais |  |  | Final | Final |
|  |                  |                  |               |   |            |            |  |  |       |       |
|  |                  |                  |               |   |            |            |  |  |       |       |
|  |                  |                  |               |   |            |            |  |  |       |       |
|  | Rich Clementi    | 2                |               |   |            |            |  |  |       |       |
|  | Rich Clementi    | 2                |               |   |            |            |  |  |       |       |
|  | Shonie Carter    | DU               |               |   |            |            |  |  |       |       |
|  | Shonie Carter    | DU               | Shonie Carter | 3 |            |            |  |  |       |       |
|  |                  |                  | Shonie Carter | 3 |            |            |  |  |       |       |
|  |                  | Matt Serra       | DU            |   |            |            |  |  |       |       |
|  | Pete Spratt*     | Matt Serra       | DU            | 1 |            |            |  |  |       |       |
|  | Pete Spratt*     |                  |               | 1 |            |            |  |  |       |       |
|  | Matt Serra       | FIN              |               |   |            |            |  |  |       |       |
|  | Matt Serra       | FIN              | Matt Serra    | 3 |            |            |  |  |       |       |
|  |                  |                  | Matt Serra    | 3 |            |            |  |  |       |       |
|  |                  | Chris Lytle      | DD            |   |            |            |  |  |       |       |
|  | Pete Spratt      | Chris Lytle      | DD            | 1 |            |            |  |  |       |       |
|  | Pete Spratt      |                  |               | 1 |            |            |  |  |       |       |
|  | Chris Lytle      | FIN              |               |   |            |            |  |  |       |       |
|  | Chris Lytle      | FIN              | Chris Lytle   | 3 |            |            |  |  |       |       |
|  |                  |                  | Chris Lytle   | 3 |            |            |  |  |       |       |
|  |                  | Din Thomas       | DU            |   |            |            |  |  |       |       |
|  | Mikey Burnett    | Din Thomas       | DU            | 1 |            |            |  |  |       |       |
|  | Mikey Burnett    |                  |               | 1 |            |            |  |  |       |       |
|  | Din Thomas       | FIN              |               |   |            |            |  |  |       |       |
|  | Din Thomas       | FIN              |               |   |            |            |  |  |       |       |

- Jeremy Jackson foi expulso do show antes de lutar. Spratt foi escolhido como seu substituto.

## Chave da categoria Pesos Médios
|  | Quartas de final | Quartas de final |               |     | Semifinais | Semifinais |  |  | Final | Final |
|  |                  |                  |               |     |            |            |  |  |       |       |
|  |                  |                  |               |     |            |            |  |  |       |       |
|  |                  |                  |               |     |            |            |  |  |       |       |
|  | Charles McCarthy | DU               |               |     |            |            |  |  |       |       |
|  | Charles McCarthy | DU               |               |     |            |            |  |  |       |       |
|  | Pete Sell        | 3                |               |     |            |            |  |  |       |       |
|  | Pete Sell        | 3                | Pete Sell     | DU  |            |            |  |  |       |       |
|  |                  |                  | Pete Sell     | DU  |            |            |  |  |       |       |
|  |                  | Travis Lutter    | 3             |     |            |            |  |  |       |       |
|  | Travis Lutter    | Travis Lutter    | 3             | FIN |            |            |  |  |       |       |
|  | Travis Lutter    |                  |               | FIN |            |            |  |  |       |       |
|  | Scott Smith      | 1                |               |     |            |            |  |  |       |       |
|  | Scott Smith      | 1                | Travis Lutter | FIN |            |            |  |  |       |       |
|  |                  |                  | Travis Lutter | FIN |            |            |  |  |       |       |
|  |                  | Patrick Côté     | 1             |     |            |            |  |  |       |       |
|  | Jorge Rivera     | Patrick Côté     | 1             | DU  |            |            |  |  |       |       |
|  | Jorge Rivera     |                  |               | DU  |            |            |  |  |       |       |
|  | Patrick Côté     | 2                |               |     |            |            |  |  |       |       |
|  | Patrick Côté     | 2                | Patrick Côté  | DU  |            |            |  |  |       |       |
|  |                  |                  | Patrick Côté  | DU  |            |            |  |  |       |       |
|  |                  | Edwin DeWees     | 3             |     |            |            |  |  |       |       |
|  | Gideon Ray       | Edwin DeWees     | 3             | DU  |            |            |  |  |       |       |
|  | Gideon Ray       |                  |               | DU  |            |            |  |  |       |       |
|  | Edwin DeWees     | 3                |               |     |            |            |  |  |       |       |
|  | Edwin DeWees     | 3                |               |     |            |            |  |  |       |       |